# 정천익
정천익(鄭天益, 생몰년 미상)은 고려 공민왕 때의 하급 관료 출신이자 삼우당 문익점의 장인으로 목화 배양 및 재배에 성공하여 목화 재배를 보급하고, 물레를 고안하여 사후 문충공(文忠公)이라는 시호를 받고, 생전에는 진양군(晋陽君)에 봉하여졌다.

## 개요
1363년 사신으로 원나라에 방문한 사위 문익점이 이듬해 원나라에서 귀국할 때 가지고 온 목화씨를 심어 3년간 연구 끝에 재배에 성공하였다. 고려에 목화를 처음으로 널리 보급하였으며, 씨를 뽑는 씨아와 실을 뽑는 물레도 고안해어 면포를 짜내게 하였다. 진주 동종 분파 진양 정씨 가문의 후손인데, 사위 문익점이 목화씨를 가져왔을 때 서로 나누어 각자의 밭에 심었는데 문익점의 것은 모두 시들어 죽고 정천익의 것중 하나만 살아 남았다고, 훗날 《조선 태조실록》에 기록되어 있으나 고증이 확실하지는 않다.

## 배향
청계서원에 배향되었다.

## 같이 보기
- 문익점